# Alonso Ortiz
Alonso Ortiz, noto anche come Alfonso Ortiz o Alonso Hortiz de Urrutia (Villarrobledo, 1455 – 15 maggio 1507), è stato un umanista spagnolo.

## Biografia

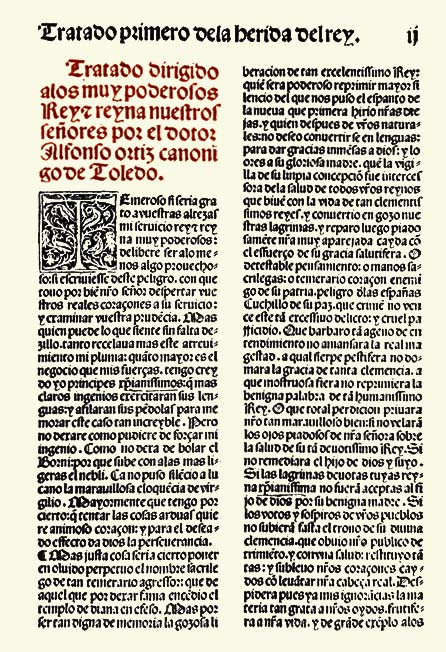
Pagina di Los Tratados del Doctor Alonso Ortiz, 1493

Ha studiato teologia a Salamanca, alla cui università ha poi lasciato in eredità la sua grande biblioteca. Era canonico della Cattedrale di Toledo e aveva una vasta conoscenza di ebraico, greco, latino e arabo. Per ordine del cardinale Francisco Jiménez de Cisneros, emendò e rivide il "Breviarium mozarabicum" (1501) e il Messale mozarabico stampato a Toledo nel 1500 e nel 1502. Fu cappellano della regina Isabella di Castiglia. Sembra inoltre essere l'autore di sei inni ai santi di Toledo.
Anche i nipoti Blas e Pedro Ortiz si sono distinti come scrittori e intellettuali.

## Opere
Nel 1493, molte delle sue opere furono riassunte e stampate a Siviglia con il titolo Los Tratados del Doctor Alonso Ortiz, tra i quali figurano:
- Tratado de la Herida del rey
- Tratado consolatorio a la princesa de Portugal, sobre fortuna y bienaventuranza
- Oración a los reyes
- Dos cartas mensajeras
- Tratado de la carta contra el protonotario de Lucena, nel quale difende l'Inquisizione spagnola e attacca l'autore
- Tratado sobre la educación del príncipe don Juan

Inoltre sono conservati altri due manoscritti:
- Tratado del Fallecimiento del Príncipe Don Juan
- Oración Consolatoria a los Reyes Católicos

Compose un Liber dialogorum in latino e tradusse in spagnolo Arbor vitae crucifixae Jhesu Christi di Ubertino da Casale. Fu uno tra i primi autori ad auto-tradurre le proprie opere dande alle stampe sia la versione in lingua romanza che in latino.